# Abouna
Pour le film franco-tchadien, voir Abouna (film).
Abouna (ou Aboun, ou Abuna), mot d’origine araméenne qui signifie « notre père », est le titre porté par le patriarche de l’Église orthodoxe orientale d’Éthiopie. Le premier Abouna de l'Église éthiopienne est Saint Frumence d'Aksoum (IVe siècle).
Ce titre est à distinguer de « Abbana », signifiant également « Notre Père » mais qui est utilisé uniquement dans la prière enseignée par Jésus à ses disciples, et qui se réfère strictement à « Dieu, notre Père ».    
Le métropolite d’Éthiopie (l’Abouna) était nommé par le patriarche copte d’Alexandrie (Égypte) qui le choisissait parmi les membres de son clergé monastique. À la suite d'une agitation nationaliste qui débuta en 1926, suivie de laborieuses tractations, l’Église copte éthiopienne obtient une large autonomie (l’autocéphalie') et en 1959, pour la première fois le métropolite et patriarche de l’Église est d’origine éthiopienne : C’est l’abouna Basilios. 
Le terme « Abouna » est également utilisé de manière générale pour s’adresser à un prêtre orthodoxe.